# Laura Martín López-Andrade
Laura Martín López-Andrade (Granada, 1981) es una psiquiatra española, directora de la Escuela de Salud Mental de la Asociación Española de Neuropsiquiatría, cofundadora y presidenta del colectivo crítico de la psiquiatría denominado La Revolución Delirante, asociación alineada con los postulados anti institucionales del movimiento «Psiquiatría Democrática» que fundara Franco Basaglia y Franca Ongaro en Italia.

## Biografía
Nació en Granada en 1981. En la misma ciudad hizo sus estudios de medicina, y tras obtener su licenciatura, se trasladó a Valladolid, donde realizó la residencia de especialización en psiquiatría entre 2006 y 2010. En este contexto conoció a otros profesionales jóvenes críticos de la institución psiquiátrica y fundó con ellos en 2011 el colectivo La Revolución Delirante. Desde 2013 y hasta su cierre en 2019, se desempeñó como Coordinadora del Centro de Intervención Comunitaria del Hospital Universitario Río Hortega de Valladolid (Universidad de Valladolid), donde fue tutora y supervisora de médicos residentes, dictó cursos y seminarios, además de dirigir prácticas de Arte terapia y Educación Social. También es profesora asociada de Psiquiatría en la Facultad de Medicina de la misma universidad. 
De regreso en Andalucía, se desempeñó como docente de la Unidad de Docencia y Psicoterapia José María López Sánchez de Granada y trabajó en el Hospital de día del Hospital Universitario Virgen de las Nieves de la misma ciudad. Más adelante, se incorporó como psiquiatra al Hospital Virgen de la Victoria de Málaga.
En conjunto con  Fernando Colina, también miembro fundador del mismo movimiento, imparte un curso itinerante de «Psicopatología Crítica e Intervención Comunitaria», que ha sido visitado por más de 800 profesionales de salud mental y se ha repetido en varias ciudades de España: Madrid, Barcelona, Valencia y Málaga, y también (aunque en versión más compacta) en La Plata. Preside la Asociación La Revolución Delirante desde 2011 y es directora de la Escuela de Salud Mental de la Asociación Española de Neuropsiquiatría desde 2015.

## Ideas principales
En sus seminarios (como por ejemplo, en el que realizó en el Institut d'Humanitats de Barcelona)enfatiza la idea de la «violencia del diagnóstico», no solamente como artificio de etiquetaje indebido, sino también como mecanismo de cierre en la búsqueda de las causas y del esfuerzo de comprensión del sufrimiento de las personas. En su opinión, una vez puesto el diagnóstico, no solo el profesional que lo asigna, sino la sociedad en su conjunto entregaría la responsabilidad de la cura a la persona que ha consultado pidiendo ayuda. «El problema es tuyo» y «tú puedes con todo» restringen al ámbito de ayuda psiquiátrica a la mera prescripción de medicamentos según corresponda a la clasificación diagnóstica. 
Otra propuesta central de Laura Martín y de quienes integran La revolución Delirante, es «entender el síntoma como una defensa del sujeto, y su sufrimiento como la expresión subjetiva de un malestar». Desde esta perspectiva la intervención psiquiátrica, en lugar catalogar y acallar el síntoma con la medicación estándar debe consistir en escuchar el síntoma, acompañar y atender al malestar psíquico aportando instrumentos para salir de la situación que está ocasionando sufrimiento, sobre la base de la aceptación como persona única y el respeto por el sujeto. En su visión, el objetivo de la intervención  debería ser liberar a los sujetos, no encerrarlos, acercándose a ellos a través de una psiquiatría comunitaria que atiende a las personas en su contexto particular, centrándose en sus necesidades concretas y no en identificar su estado con el nombre de alguna enfermedad. Por ello, Martín plantea que la primera pregunta del psiquiatra debería ser «¿Qué necesitas?»

## Publicaciones
- Subjetivismo crítico: una respuesta a los manuales diagnósticos (Asociación Madrileña de  Neuropsiquiatría, 2014)
- Manual de instrucciones para la deconstrucción de un dispositivo (Átopos, 2017).
- Junto a Fernando Colina, Manual de psicopatología (edición española en AEN, 2018; edición argentina en Pensódromo, 2019).